# Santa Ana Nichi
Santa Ana Nichi är en stad i kommunen San Felipe del Progreso i delstaten Mexiko i Mexiko. Samhället hade 2 904 invånare vid folkräkningen 2020.